# Fantastic Adventures

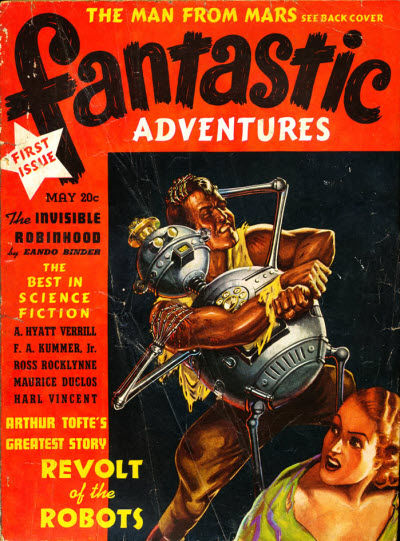
Copertina del primo numero di Fantastic, del maggio 1939.

Fantastic Adventures era un pulp magazine statunitense di fantasy  e fantascienza, pubblicato dal 1939 al 1953 da Ziff-Davis. 
Inizialmente è stato diretto da Raymond A. Palmer che dirigeva anche Amazing Stories, l'altra testata di fantascienza della Ziff-Davis.
I primi nove numeri erano in grande formato, ma nel giugno del 1940 la rivista passò alle dimensioni standard delle riviste pulp.
Fu quasi cancellato alla fine del 1940, ma il numero di ottobre 1940 ebbe vendite inaspettatamente buone, aiutato da una efficace copertina di J. Allen St. John per Jongor of Lost Land di Robert Moore Williams.
Nel maggio del 1941 la rivista aveva una regolare programmazione mensile.
Gli storici della fantascienza ritengono che Palmer non fosse in grado di mantenere uno standard di narrativa costantemente elevato, ma Fantastic Adventures presto sviluppò una reputazione per storie leggere ed estrose.
Gran parte del materiale veniva scritto da un piccolo gruppo di autori sia con il proprio nome che sotto pseudonimo.
Le copertine, come quelle di molte altre riviste pulp dell'epoca, erano incentrate su belle donne in melodrammatiche scene d'azione.
Autore di molte delle copertine fu Harold W. McCauley, le cui erotiche "MacGirl" erano popolari tra i lettori, sebbene l'enfasi sulle rappresentazioni di donne attraenti e spesso parzialmente vestite sollevasse obiezioni.
Nel 1949 Palmer lasciò Ziff-Davis e fu sostituito da Howard Browne, che era un appassionato conoscitore della fantasty.
In breve Browne riuscì a migliorare la qualità della fiction in Fantastic Adventures tanto che il periodo intorno al 1951 è stato descritto come quello di massimo splendore della rivista.
Browne perse interesse quando non riusci ad ampliare la fascia di mercato di Amazing Stories.
Nel 1952 la Ziff-Davis lanciò un'altra rivista fantasy, intitolata  Fantastic, in formato digest, il cui successo condusse nel giro di pochi mesi alla decisione di porre fine a Fantastic Adventures a favore di Fantastic; il numero di Fantastic Adventures del marzo 1953 fu l'ultimo.